# ×Osmunasium
xOsmunasium je monotipski hibridni rod pravih paprati iz porodice Osmundaceae. 
Jedina vrsta je xO. ×mildei iz  Kine (Guangdong, južni Jiangxi, Hongkong) nastala križanjem vrsta Osmunda japonica i Plenasium vachellii ili P. angustifolium.

## Sinonimi
- Osmunda ×mildei C.Chr.
- Osmundastrum bipinnatum (Hook.) A.E.Bobrov
- Osmunda bipinnata Hook.